# Phenacolepas osculans
Phenacolepas osculans is een slakkensoort uit de familie van de Phenacolepadidae. De wetenschappelijke naam van de soort is voor het eerst geldig gepubliceerd in 1852 door C. B. Adams.